# Ikrandraco
Ikrandraco es un género extinto de pterosaurio pteranodontoideo cuyos fósiles se hallaron en rocas del Cretácico Inferior en el noreste de China. Es notable por su cráneo inusual, el cual presenta una gran cresta mandibular.

## Descripción y clasificación
Ikrandraco está basado en el espécimen holotipo IVPP V18199, un esqueleto parcial que incluye el cráneo y la mandíbula, varias vértebras cervicales, una placa del esternón parcial, partes de ambas alas, y parte de un pie. Un segundo espécimen, IVPP 18406, también ha sido asignado a Ikrandraco; consiste en un cráneo y mandíbula y las tres primeras vértebras del cuello. Ambos especímenes provienen de estratos del piso Aptiense del Cretácico Inferior de la Formación Jiufotang de Liaoning, con una edad estimada en 120 millones de años. El nombre del género significa "dragón ikran", en referencia a las criaturas voladoras de la película Avatar, que poseen una cresta en su mandíbula. La especie tipo y única descrita es I. avatar, una segunda referencia a esta película. Fue descrito en 2014 por Xiaolin Wang y colaboradores.
Ikrandraco es notable por tener un cráneo muy largo y bajo (la altura de la parte posterior del cráneo, en los huesos cuadrados, es de menos que el 19 % de la longitud del cráneo), con una prominente cresta en forma de hoja en la parte inferior de la sínfisis mandibular y sin una cresta equivalente en la punta del maxilar, una disposición desconocida en cualquier otro pterosaurio crestado. El borde posterior de la cresta tenía además un proceso en forma de gancho. En cada maxilar hay al menos 21 pequeños dientes cilíndricos, y a cada lado de la mandíbula hay al menos 19. El cráneo del espécimen tipo mide 286.5 milímetros de longitud, y el del segundo espécimen mide al menos 268.3 milímetros de largo.
Wang et al. llevaron a cabo un análisis filogenético incluyendo a Ikrandraco y encontraron que era un pteranodontoideo basal, más avanzado que Pteranodon pero no tanto como los istiodactílidos, anhanguéridos y otros pteranodontoideos. La sección de sus resultados concerniente a Pteranodontoidea se muestra a continuación:
|  | Istiodactylus |
|  |               |
|  | Nurhachius    |
|  |               |

|  | "Cearadactylus" ligabuei |
|  |                          |
|  | Guidraco                 |
|  |                          |
|  | Ludodactylus             |
|  |                          |

|  | Anhanguera spielbergi                                                       |
|  |                                                                             |
|  | \| \| Anhanguera piscator \| \| \| \| \| \| Anhanguera santanae \| \| \| \| |
|  |                                                                             |
|  | Anhanguera piscator                                                         |
|  |                                                                             |
|  | Anhanguera santanae                                                         |
|  |                                                                             |

|  | Anhanguera piscator |
|  |                     |
|  | Anhanguera santanae |
|  |                     |

|  | Anhanguera spielbergi                                                       |
|  |                                                                             |
|  | \| \| Anhanguera piscator \| \| \| \| \| \| Anhanguera santanae \| \| \| \| |
|  |                                                                             |
|  | Anhanguera piscator                                                         |
|  |                                                                             |
|  | Anhanguera santanae                                                         |
|  |                                                                             |

|  | Anhanguera piscator |
|  |                     |
|  | Anhanguera santanae |
|  |                     |

|  | "Cearadactylus" ligabuei |
|  |                          |
|  | Guidraco                 |
|  |                          |
|  | Ludodactylus             |
|  |                          |

|  | Anhanguera spielbergi                                                       |
|  |                                                                             |
|  | \| \| Anhanguera piscator \| \| \| \| \| \| Anhanguera santanae \| \| \| \| |
|  |                                                                             |
|  | Anhanguera piscator                                                         |
|  |                                                                             |
|  | Anhanguera santanae                                                         |
|  |                                                                             |

|  | Anhanguera piscator |
|  |                     |
|  | Anhanguera santanae |
|  |                     |

|  | Anhanguera spielbergi                                                       |
|  |                                                                             |
|  | \| \| Anhanguera piscator \| \| \| \| \| \| Anhanguera santanae \| \| \| \| |
|  |                                                                             |
|  | Anhanguera piscator                                                         |
|  |                                                                             |
|  | Anhanguera santanae                                                         |
|  |                                                                             |

|  | Anhanguera piscator |
|  |                     |
|  | Anhanguera santanae |
|  |                     |

|  | Istiodactylus |
|  |               |
|  | Nurhachius    |
|  |               |

|  | "Cearadactylus" ligabuei |
|  |                          |
|  | Guidraco                 |
|  |                          |
|  | Ludodactylus             |
|  |                          |

|  | Anhanguera spielbergi                                                       |
|  |                                                                             |
|  | \| \| Anhanguera piscator \| \| \| \| \| \| Anhanguera santanae \| \| \| \| |
|  |                                                                             |
|  | Anhanguera piscator                                                         |
|  |                                                                             |
|  | Anhanguera santanae                                                         |
|  |                                                                             |

|  | Anhanguera piscator |
|  |                     |
|  | Anhanguera santanae |
|  |                     |

|  | Anhanguera spielbergi                                                       |
|  |                                                                             |
|  | \| \| Anhanguera piscator \| \| \| \| \| \| Anhanguera santanae \| \| \| \| |
|  |                                                                             |
|  | Anhanguera piscator                                                         |
|  |                                                                             |
|  | Anhanguera santanae                                                         |
|  |                                                                             |

|  | Anhanguera piscator |
|  |                     |
|  | Anhanguera santanae |
|  |                     |

|  | "Cearadactylus" ligabuei |
|  |                          |
|  | Guidraco                 |
|  |                          |
|  | Ludodactylus             |
|  |                          |

|  | Anhanguera spielbergi                                                       |
|  |                                                                             |
|  | \| \| Anhanguera piscator \| \| \| \| \| \| Anhanguera santanae \| \| \| \| |
|  |                                                                             |
|  | Anhanguera piscator                                                         |
|  |                                                                             |
|  | Anhanguera santanae                                                         |
|  |                                                                             |

|  | Anhanguera piscator |
|  |                     |
|  | Anhanguera santanae |
|  |                     |

|  | Anhanguera spielbergi                                                       |
|  |                                                                             |
|  | \| \| Anhanguera piscator \| \| \| \| \| \| Anhanguera santanae \| \| \| \| |
|  |                                                                             |
|  | Anhanguera piscator                                                         |
|  |                                                                             |
|  | Anhanguera santanae                                                         |
|  |                                                                             |

|  | Anhanguera piscator |
|  |                     |
|  | Anhanguera santanae |
|  |                     |

|  | Istiodactylus |
|  |               |
|  | Nurhachius    |
|  |               |

|  | "Cearadactylus" ligabuei |
|  |                          |
|  | Guidraco                 |
|  |                          |
|  | Ludodactylus             |
|  |                          |

|  | Anhanguera spielbergi                                                       |
|  |                                                                             |
|  | \| \| Anhanguera piscator \| \| \| \| \| \| Anhanguera santanae \| \| \| \| |
|  |                                                                             |
|  | Anhanguera piscator                                                         |
|  |                                                                             |
|  | Anhanguera santanae                                                         |
|  |                                                                             |

|  | Anhanguera piscator |
|  |                     |
|  | Anhanguera santanae |
|  |                     |

|  | Anhanguera spielbergi                                                       |
|  |                                                                             |
|  | \| \| Anhanguera piscator \| \| \| \| \| \| Anhanguera santanae \| \| \| \| |
|  |                                                                             |
|  | Anhanguera piscator                                                         |
|  |                                                                             |
|  | Anhanguera santanae                                                         |
|  |                                                                             |

|  | Anhanguera piscator |
|  |                     |
|  | Anhanguera santanae |
|  |                     |

|  | "Cearadactylus" ligabuei |
|  |                          |
|  | Guidraco                 |
|  |                          |
|  | Ludodactylus             |
|  |                          |

|  | Anhanguera spielbergi                                                       |
|  |                                                                             |
|  | \| \| Anhanguera piscator \| \| \| \| \| \| Anhanguera santanae \| \| \| \| |
|  |                                                                             |
|  | Anhanguera piscator                                                         |
|  |                                                                             |
|  | Anhanguera santanae                                                         |
|  |                                                                             |

|  | Anhanguera piscator |
|  |                     |
|  | Anhanguera santanae |
|  |                     |

|  | Anhanguera spielbergi                                                       |
|  |                                                                             |
|  | \| \| Anhanguera piscator \| \| \| \| \| \| Anhanguera santanae \| \| \| \| |
|  |                                                                             |
|  | Anhanguera piscator                                                         |
|  |                                                                             |
|  | Anhanguera santanae                                                         |
|  |                                                                             |

|  | Anhanguera piscator |
|  |                     |
|  | Anhanguera santanae |
|  |                     |

|  | Istiodactylus |
|  |               |
|  | Nurhachius    |
|  |               |

|  | "Cearadactylus" ligabuei |
|  |                          |
|  | Guidraco                 |
|  |                          |
|  | Ludodactylus             |
|  |                          |

|  | Anhanguera spielbergi                                                       |
|  |                                                                             |
|  | \| \| Anhanguera piscator \| \| \| \| \| \| Anhanguera santanae \| \| \| \| |
|  |                                                                             |
|  | Anhanguera piscator                                                         |
|  |                                                                             |
|  | Anhanguera santanae                                                         |
|  |                                                                             |

|  | Anhanguera piscator |
|  |                     |
|  | Anhanguera santanae |
|  |                     |

|  | Anhanguera spielbergi                                                       |
|  |                                                                             |
|  | \| \| Anhanguera piscator \| \| \| \| \| \| Anhanguera santanae \| \| \| \| |
|  |                                                                             |
|  | Anhanguera piscator                                                         |
|  |                                                                             |
|  | Anhanguera santanae                                                         |
|  |                                                                             |

|  | Anhanguera piscator |
|  |                     |
|  | Anhanguera santanae |
|  |                     |

|  | "Cearadactylus" ligabuei |
|  |                          |
|  | Guidraco                 |
|  |                          |
|  | Ludodactylus             |
|  |                          |

|  | Anhanguera spielbergi                                                       |
|  |                                                                             |
|  | \| \| Anhanguera piscator \| \| \| \| \| \| Anhanguera santanae \| \| \| \| |
|  |                                                                             |
|  | Anhanguera piscator                                                         |
|  |                                                                             |
|  | Anhanguera santanae                                                         |
|  |                                                                             |

|  | Anhanguera piscator |
|  |                     |
|  | Anhanguera santanae |
|  |                     |

|  | Anhanguera spielbergi                                                       |
|  |                                                                             |
|  | \| \| Anhanguera piscator \| \| \| \| \| \| Anhanguera santanae \| \| \| \| |
|  |                                                                             |
|  | Anhanguera piscator                                                         |
|  |                                                                             |
|  | Anhanguera santanae                                                         |
|  |                                                                             |

|  | Anhanguera piscator |
|  |                     |
|  | Anhanguera santanae |
|  |                     |

## Paleobiología
Wang et al. interpretaron su cresta como una posible adaptación a pescar surcando la superficie del agua, aunque ellos no consideran que este fuera el principal método de alimentación del animal. El gancho de la cresta pudo haber sido un punto de sujeción para un saco gular que almacenara comida, en forma parecida a los pelícanos. Ikrandraco era aproximadamente contemporáneo de los distantemente emparentados anhanguéridos Liaoningopterus gui y Guidraco venator, siendo los tres considerados como piscívoros, pero Ikrandraco difiere de estos por sus dientes mucho más pequeños y menos robustos, indicando que ocupaba un nicho ecológico distinto.